# Okręg wyborczy Glamorganshire
Okręg wyborczy Glamorganshire powstał w 1536 r. i wysyłał do angielskiej, a następnie brytyjskiej, Izby Gmin jednego deputowanego. W 1832 r. liczbę mandatów przypadających na okręg zwiększono do dwóch. Okręg obejmował walijskie hrabstwo Glamorgan. Został zlikwidowany w 1885 r.

## Deputowani do brytyjskiej Izby Gmin z okręgu Glamorganshire

### Deputowani w latach 1660–1832
- 1660–1661: Edward Mansell
- 1661–1670: William Herbert
- 1670–1679: Edward Mansell
- 1679–1681: Bussy Mansell
- 1681–1689: Edward Mansell
- 1689–1699: Bussy Mansell
- 1699–1701: Thomas Mansell
- 1701–1712: Thomas Mansell
- 1712–1716: Robert Jones
- 1716–1734: Charles Kemys
- 1734–1737: William Talbot
- 1737–1745: Bussy Mansell
- 1745–1747: Thomas Mathews
- 1747–1756: Charles Edwin
- 1756–1761: Thomas William Mathews
- 1761–1767: Edmund Thomas
- 1767–1768: Richard Turbervill
- 1768–1780: George Venables-Vernon
- 1780–1789: Charles Edwin
- 1789–1814: Thomas Wyndham
- 1814–1817: Benjamin Hall
- 1817–1818: Christopher Cole
- 1818–1820: John Edwards
- 1820–1830: Christopher Cole
- 1830–1832: Christopher Rice Mansel Talbot, wigowie

### Deputowani w latach 1832–1885
- 1832–1885: Christopher Rice Mansel Talbot, Partia Liberalna
- 1832–1837: Lewis Weston Dillwyn
- 1837–1851: Edwin Wyndham=Quin, wicehrabia Adare, Partia Konserwatywna
- 1851–1857: George Tyler
- 1857–1885: Henry Hussey Vivian